# 루산
루산(廬山. 려산, 표준어: 루산산)은 중국 장시성 주장 시에 있는 명산이다. 루산자연공원으로서 유네스코의 세계문화유산에 등록되어 있다. 정식 명칭은 《루산국가급풍경명승구》(중국어: 庐山国家风景名胜区)이다. 1982년 국무원에 의해 국가중점풍경명승구로 지정되었고, 1996년에 유네스코에 의해 세계자연 유산으로 지정되었다.

## 개요
루산은 장강과 포양호에 이어지고, 북동쪽에서 남서쪽으로 뻗은 산맥 중 최고봉은 1,474m의 한양 봉(汉阳峰)이다. 산의 면적은 282km2이며, 전체 풍경구는 302km2에 이른다. 동쪽으로 포양호 있고, 남쪽은 등왕각을 바라보고 있으며, 북쪽으로는 장강에 닿는다.
루산은 모간산(莫干山), 베이다이허(北戴河), 지궁산(鸡公山)과 더불어 중국 사대 피서명승지로 손꼽히기도 한다.
예부터 명승으로서 알려져 동진의 전원시인으로 구강 사람인 도연명의 「음주 20수」 5장에 "국화를 채집하는 동리 아래에서 너그러이 남산을 본다."라고 묘사된 것을 비롯해 이백, 백거이 등 수많은 시인묵객들에게 소재가 되고 있다.
불교의 성산으로 예부터 유명하고, 옛날에는 후한의 안세고가 거주한 것으로 알려졌고, 동진의 혜원이 거주한 동림사도 유명하다. 혜원은 384년 태원 9년에 이곳으로 와서 일생 동안 산 밖으로 나오지 않겠다고 맹세했다고 알려져 있다. 그것과 관련된 《호계삼소》의 설화의 무대도 이 산이다. 또 혜원은 백련을 키워, 그 백련과 관련된 《백련사》라고 불리는 염불 결사를 결성하여 중국의 정토종의 선구자로 알려져 있다.
최근에는 마오쩌둥 등 중국공산당 고관이 산장을 짓는 피서지이기도 했다. 1959년 루산에서 열린 중국공산당 정치국 확대회의(루산 회의)에서는 국방부장, 한국전쟁에 참전한 펑더화이가 추방되어 중국 현대사의 무대가 되었다.

## 갤러리

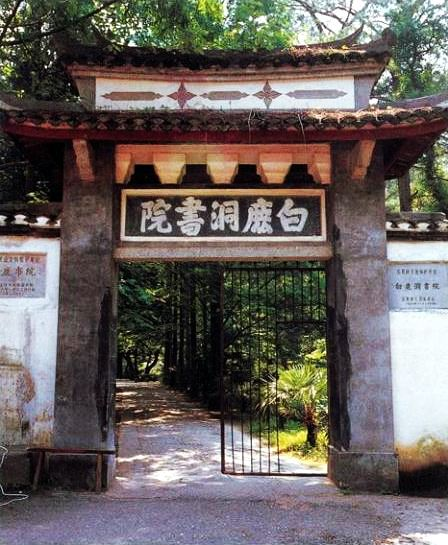
백록동 서원
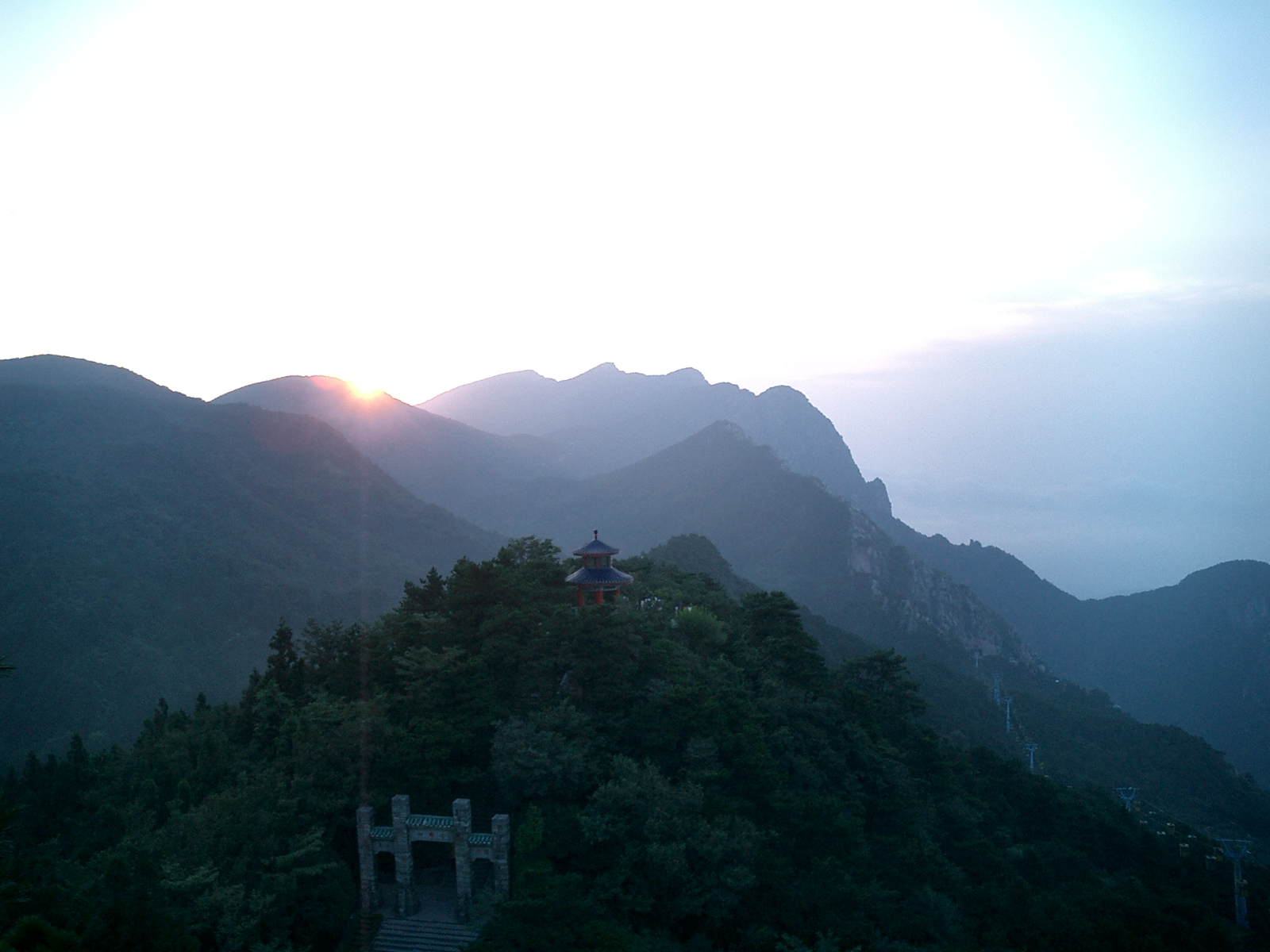
루산 일출
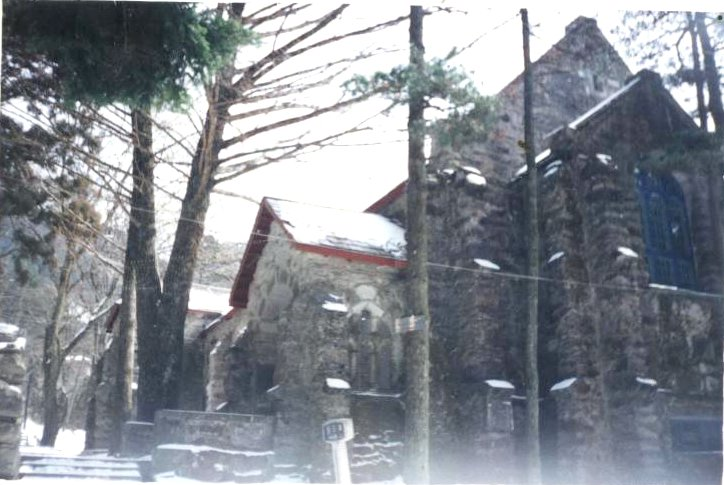
루산의 오래된 교당1
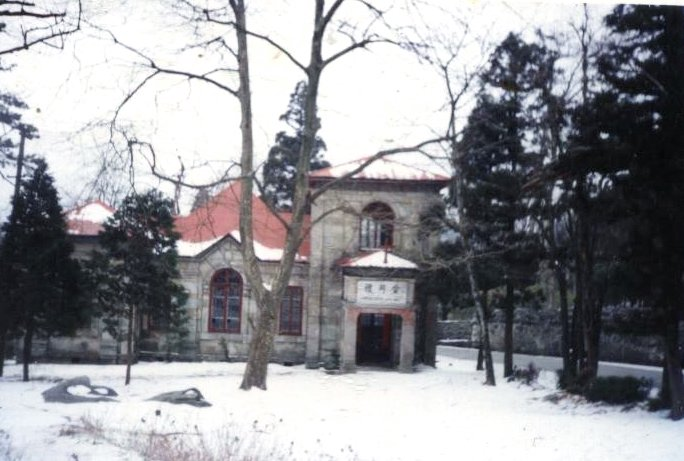
루산의 오래된 교당2

## 같이 보기
- 중국의 세계유산